# Nicolae Negrilă
Nicolae Negrilă (Gighera, 1954. július 23. –) válogatott román labdarúgó, hátvéd.

## Pályafutása

### Klubcsapatban
1970-ben az Universitatea Craiova korosztályos csapatában kezdte a labdarúgást, ahol 1973-ban mutatkozott be az első csapatban. A craiovai csapattal három román bajnoki címet és négy kupagyőzelmet ért el. 1988–89-ben a Jiul Petroșani együttesében fejezte be az aktív labdarúgást. 

### A válogatottban
1980 és 1987 között 27 alkalommal szerepelt a román válogatottban és egy gólt szerzett. Részt vett az 1984-es franciaországi Európa-bajnokságon.

## Sikerei, díjai
Universitatea Craiova
- Román bajnokság
  - bajnok (3): 1973–74, 1979–80, 1980–81
- Román kupa
  - győztes (4): 1977, 1978, 1981, 1983